# White Mountains (Kalifornie)
White Mountains je pohoří na východě Kalifornie a jihozápadě Nevady, v Mono County a Esmeralda County, ve Spojených státech amerických.
White Mountains leží na západním konci Velké pánve a je jejím nejvyšším horským pásmem. Náleží do geomorfologické provincie Basin and Range Province.

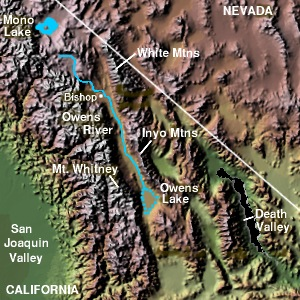
Umístění pohoří White Mountains

## Geografie
Pohoří se rozkládá ze severu k jihu v délce okolo 80 km a má tvar trojúhelníku. Jižní strana má šířku okolo 40 km a směrem na sever se pohoří zužuje.
Reliéf se směrem na sever zvyšuje. White Mountains leží východně od Sierry Nevady, pohoří odděluje 8 km široké údolí Owens Valley. Nejvyšší horou je White Mountain Peak s 4 344 m, která je třetím nejvyšším vrcholem Kalifornie.

## Flora
V pohoří White Mountains rostou nejstarší rostliny, respektive stromy na Zemi, borovice dlouhověké (Pinus longaeva). Některé stromy mají stáří více než 4 000 let. Nejstarší borovice, pojmenovaná Metuzalém, by měla být okolo 4 750 let stará. V oblasti Schulman Grove, v nadmořské výšce 3 050 m, se nachází informační centrum a v jeho okolí je několik naučných turistických tras.